# Glória de Dourados
Glória de Dourados, amtlich Município de Glória de Dourados , ist eine Stadt im brasilianischen Bundesstaat Mato Grosso do Sul. Sie lag von 1989 bis 2017 in der Mesoregion Süd-West in der Mikroregion Iguatemi.

## Geografie

### Lage
Die Stadt liegt 267 km von der Hauptstadt des Bundesstaates (Campo Grande) und 1251 km von der Landeshauptstadt (Brasília) entfernt. Die Stadt grenzt an Ivinhema, Deodápolis, Fátima do Sul, Vicentina und Jateí.

### Klima
In der Stadt herrscht tropisches Klima (CWA). Im Winter gibt es in deutlich mehr Niederschläge als im Sommer. Die Jahresdurchschnittstemperatur liegt bei 23,1 °C.  Die Durchschnittstemperatur schwankt im Jahresverlauf um 6,3 °C. Im Schnitt fällt 1572 mm Regen im Jahr. Der Juli ist mit einer durchschnittlichen Niederschlagsmenge von 27 mm der trockenste Monat. Der Oktober ist mit 248 mm der regenreichste.

### Gewässer
Die Stadt steht unter dem Einfluss des Río Paraguay und des Rio Paraná, die zum Flusssystem des Río de la Plata gehören.

### Vegetation
Das Gebiet ist ein Teil der Cerrados (Savanne Zentralbrasiliens).

### Verkehr
Die Bundesstraße BR-376 führt durch die Stadt.

### BIP pro Kopf und HDI
Das Bruttoinlandsprodukt pro Kopf in Glória de Dourados lag 2012 bei 12.736 Real, der Index der menschlichen Entwicklung (HDI) 2010 bei hohen 0,721 Punkten.